# Weihnachten (2002)
Weihnachten ist ein deutsch-schweizerisches TV-Episodendrama aus dem Jahr 2002 von Marc-Andreas Bochert. Die Uraufführung des Films war am 26. Oktober 2002 bei den Internationalen Hofer Filmtagen.

## Handlung
Der Film zeigt den Heiligabend in einem Kölner Mietshaus und porträtiert einzelne Mietparteien: Zwischen Webdesigner Peter und seiner Freundin Katharina gibt es Streit, weil Peter seine Ex-Freundin Esther zur hippen Weihnachtsparty eingeladen hat. Katharina flieht zu ihren Eltern und bleibt im Aufzug stecken – zusammen mit Kai, Esthers Date. Gleichzeitig begeht Mirijam den Heiligabend mit ihrem frisch zum Judentum konvertierten Freund Wolfgang, als unversehens Wolfgangs Mutter hereinplatzt, die von Wolfgangs Schritt bisher nichts ahnte. Frau Maschke, die Kioskbesitzerin, freut sich auf eine besinnliche Weihnacht mit ihrer Tochter und ihrem Mann, der jedoch mit seinem Freund lieber um die Häuser zieht. Zu guter Letzt hat sich Polizist Ben zum Dienst einteilen lassen, um Tanja nahe zu sein. Als die beiden zum Mietshaus gerufen werden, beginnen sich die einzelnen Episoden miteinander zu verknüpfen.

## Rezeption
Die Filmwebsite kino.de urteilte, Bochert lasse seine Figuren wie auch Andreas Dresen „auf kleinere und größere Katastrophen und Tragödien zusteuern“. Dabei „bleibt ihnen ein Hoffnungsschimmer, symbolisiert im feurigen Rot der zum kleinen, aber feinen Finale in den Kölner Weihnachtshimmel geschickten Leuchtrakete“. Der Film sei „voller Poesie und Melancholie – ein Film, der Gefühle auslöst“.